# Сири Салсоњ
Сири Салсоњ (фр. Ciry-Salsogne) насеље је и општина у североисточној Француској у региону Пикардија, у департману Ен (Пикардија) која припада префектури Соасон.
По подацима из 2011. године у општини је живело 878 становника, а густина насељености је износила 98,1 становника/km². Општина се простире на површини од 8,95 km². Налази се на средњој надморској висини од 79 метара (максималној 170 m, а минималној 42 m).

## Демографија
| 1962. | 1968. | 1975. | 1982. | 1990. | 1999. | 2006. | 2011. |
| ----- | ----- | ----- | ----- | ----- | ----- | ----- | ----- |
| 420   | 464   | 483   | 535   | 629   | 649   | 808   | 878   |

График промене броја становника у току последњих година